# Аффальтербах
Аффальтербах (нім. Affalterbach) — громада в Німеччині, знаходиться в землі Баден-Вюртемберг. Підпорядковується адміністративному округу Штутгарт. Входить до складу району Людвігсбург.
Площа — 10,15 км2. Населення становить 4514 ос. (станом на 31 грудня 2020).